# Oviedo
Oviedo (asturisch Uviéu oder Uvieo; seit 2019 offiziell Oviedo/Uviéu) ist die Hauptstadt der Autonomen Gemeinschaft Fürstentum Asturien im Norden Spaniens. Im 9. und 10. Jahrhundert war die Stadt die Residenz des damals unabhängigen Königreiches Asturien. Die Bewohner der Stadt werden „Ovetenser“ genannt.

## Geographie

### Lage
Oviedo liegt auf einer Höhe von 231 m ü. M. im Zentrum Asturiens. Südlich der Stadt fließt der Rio Nalón. Die höchste Erhebung ist mit 708 m der El Picayu. Nach dem nördlich gelegenen Gijón am Golf von Biskaya sind es etwa 28 Kilometer, Madrid liegt 465 Kilometer entfernt.
Die Gemeinde Oviedo grenzt an die folgenden Nachbargemeinden:
| Las Regueras     | Llanera                                     | Siero   |
| Grado            | Kompassrose, die auf Nachbargemeinden zeigt | Langreo |
| Ribera de Arriba | Santo Adriano                               | Mieres  |

### Parroquias
Oviedo unterteilt sich in 30 Parroquias:
| Agüeria  | 744 | Loriana   | 000.241 | Piedramuelle | 0.524 |
| Bendones | 237 | Manjoya   | 000.947 | Pintoria     | 0.054 |
| Box      | 871 | Manzaneda | 000.205 | Priorio      | 0.414 |
| Brañes   | 075 | Naranco   | 000.098 | Puerto       | 0.203 |
| Caces    | 270 | Naves     | 000.114 | San Claudio  | 2.575 |
| Cruces   | 943 | Nora      | 000.99  | Santianes    | 0.088 |
| Godos    | 661 | Olloniego | 001.122 | Sograndio    | 0.401 |
| Latores  | 655 | Oviedo    | 209.801 | Trubia       | 2.067 |
| Lillo    | 340 | Pando     | 000.127 | Udrión       | 0.124 |
| Limanes  | 881 | Pereda    | 000.177 | Villapérez   | 0.333 |

Stand 1. Januar 2011 Quelle: INE

### Klima
| Monat     | Temperatur ∅ °C | Höchste Temperatur °C | Niedrigste Temperatur °C | Regen in (mm) | relative Feuchte (%) | Tage mit Schnee | Tage mit Sturm | Tage mit Nebel | Tage mit Frost | Klare Tage | Sonnen-stunden |
| --------- | --------------- | --------------------- | ------------------------ | ------------- | -------------------- | --------------- | -------------- | -------------- | -------------- | ---------- | -------------- |
| Januar    | 08,0            | 11,7                  | 04,2                     | 085           | 76                   | 1               | 1              | 05             | 3              | 4          | 117            |
| Februar   | 08,8            | 12,8                  | 04,8                     | 085           | 75                   | 1               | 1              | 05             | 2              | 3          | 117            |
| März      | 10,0            | 14,4                  | 05,6                     | 082           | 75                   | 1               | 1              | 06             | 1              | 3          | 147            |
| April     | 10,6            | 14,9                  | 06,3                     | 109           | 77                   | 0               | 2              | 08             | 0              | 2          | 152            |
| Mai       | 13,3            | 17,6                  | 09,1                     | 094           | 79                   | 0               | 3              | 10             | 0              | 2          | 158            |
| Juni      | 16,1            | 20,3                  | 11,9                     | 053           | 80                   | 0               | 2              | 11             | 0              | 2          | 168            |
| Juli      | 18,3            | 22,4                  | 14,1                     | 052           | 80                   | 0               | 3              | 12             | 0              | 3          | 174            |
| August    | 18,7            | 22,8                  | 14,5                     | 055           | 81                   | 0               | 3              | 12             | 0              | 3          | 171            |
| September | 17,3            | 21,7                  | 12,9                     | 064           | 79                   | 0               | 2              | 11             | 0              | 3          | 154            |
| Oktober   | 14,0            | 18,1                  | 10,0                     | 098           | 79                   | 0               | 1              | 09             | 0              | 2          | 134            |
| November  | 10,8            | 14,6                  | 07,1                     | 101           | 78                   | 0               | 1              | 07             | 0              | 3          | 114            |
| Dezember  | 09,0            | 12,5                  | 05,5                     | 096           | 76                   | 0               | 1              | 05             | 2              | 3          | 105            |
|           |                 |                       |                          |               |                      |                 |                |                |                |            |                |
| Jahr      | 12,9            | 22,8                  | 04,2                     | 973           | 78                   | 5               | 200            | 1000           | 8              | 330        | 17110          |

Quelle: Agencia Estatal de Meteorología – AEMET

## Wappen
Das Siegeskreuz mit den Engeln ist das Wappen des Erzbischofs von Oviedo.
Das Kreuz auf blauem Grund wird umrahmt von den Ehrentiteln:
MUY NOBILE, MUY LEAL, BENEMERITA, INVICTA, HEROICA, BUENA
(Sehr edel, sehr treu, verdienstvoll, unbesiegt, heldenhaft, gut)
Das Siegeskreuz steht zusammen mit den Ehrentiteln für die Monarchie Asturiens.

## Geschichte

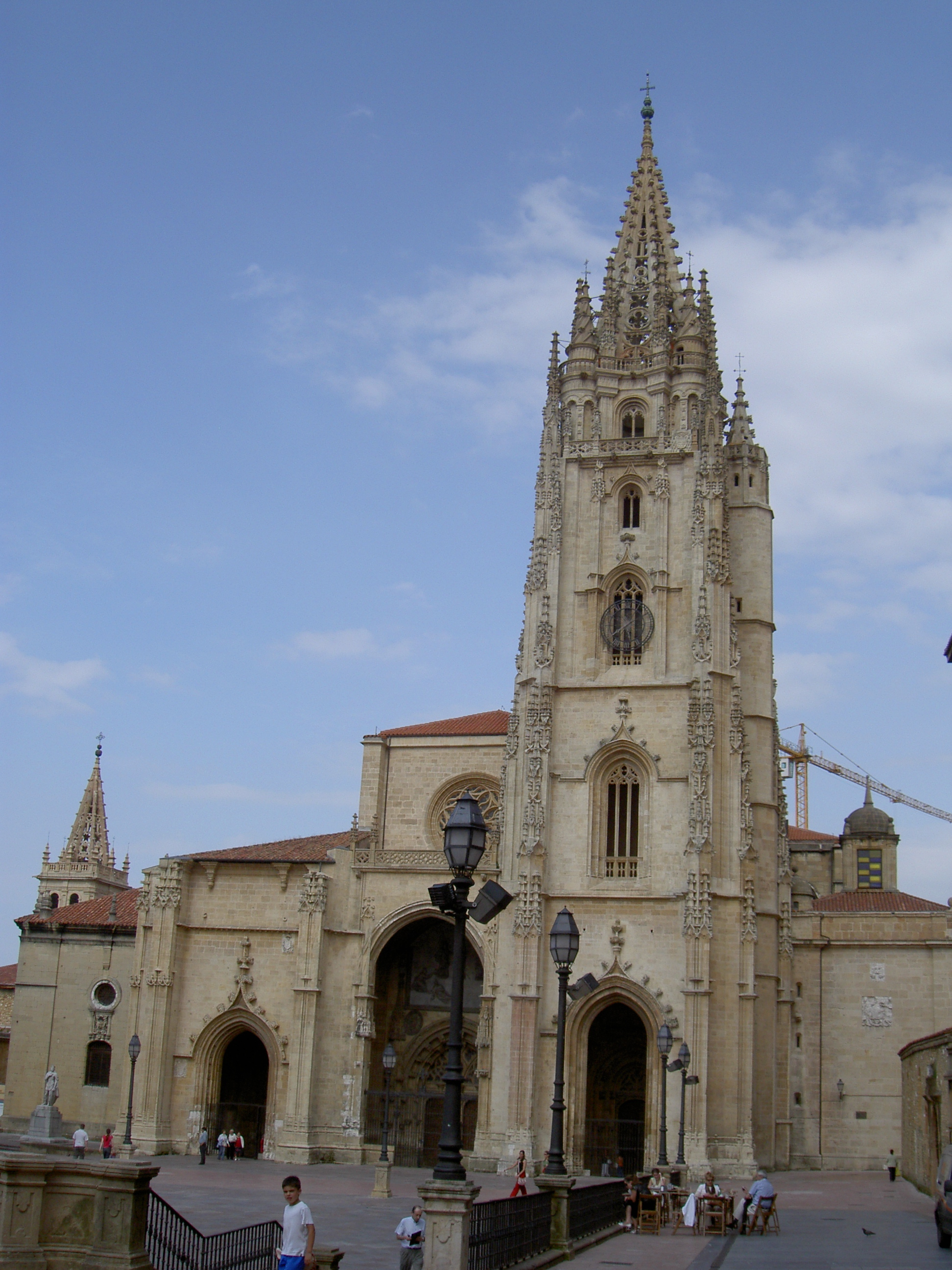
Spätgotische Kathedrale von Oviedo

Oviedo entstand auf einem Hügel, den die Römer Ovetao nannten. Unweit der alten Römersiedlung Lucus Asturum gründeten 761 der Mönch Máximo und sein Neffe Fromestano an der römischen Straße, die León über den Pajares-Pass mit Lugo de Llanera verband, ein Kloster und errichteten eine Einsiedelei (ermita) zu Ehren des Märtyrers San Vicente. Später stießen zwei Dutzend Mönche aus dem muslimischen Süden zu den Gründern und wählten laut Urkunde vom 25. Dezember 781 Fromestano zu ihrem ersten Abt. Sie erhielten den Schutz Fruelas I., der den Ort zur Residenz für seine Frau Munia wählte, die hier ihren Sohn und späteren König Alfons II. gebar.
Alfons II. war es auch, der die Hauptstadt im Jahre 812 hierher verlegte und Oviedo zum Bischofssitz machte. Im Jahr 912 verlor unter García I. Oviedo jedoch die Hauptstadtfunktion im Zuge der Rückeroberung (reconquista) an León. Alfons II. befestigte Oviedo und stattete es mit Palästen, Kirchen und anderen Infrastrukturelementen aus. Beispiel für Letzteres ist ein Aquädukt, von dem heute noch drei Bögen zu besichtigen sind.
Während seiner Regierungszeit wurde 812 in Santiago de Compostela ein Grab entdeckt, das man Jakobus dem Älteren zuschrieb. Der König zog von Oviedo nach Santiago und soll damit der erste Jakobspilger gewesen sein. Er soll gleichzeitig den ersten Jakobsweg, den Camino Primitivo eröffnet haben. Der Jakobsweg, wenn auch ein „Nebenweg“, sorgte für eine wirtschaftliche Belebung der Stadt während des gesamten Mittelalters.
Zweimal in seiner Geschichte wurde Oviedo schwer zerstört: im Jahr 1521 durch eine Brandkatastrophe sowie 1934 bei Bergarbeiteraufständen und während des Spanischen Bürgerkrieges.
Ein (wenig schmeichelhaftes) literarisches Denkmal setzte Leopoldo Alas in der zweiten Hälfte des 19. Jahrhunderts: Oviedo war Vorbild für das Städtchen Vetusta in dem Roman La Regenta.

## Bevölkerung

### Bevölkerungsentwicklung
Quelle: INE Grafische Aufarbeitung für Wikipedia 

### Religion
Oviedo ist Bischofssitz des Erzbistums Oviedo.

## Politik

### Gemeinderat
| Historische Entwicklung der Sitzverteilung im Gemeinderat von Oviedo |      |      |      |      |      |      |      |      |      |      |
| Partei                                                               | 1979 | 1983 | 1987 | 1991 | 1995 | 1999 | 2003 | 2007 | 2011 | 2015 |
| AP / PP                                                              | 2    | 13   | 10   | 13   | 18   | 15   | 17   | 17   | 11   | 11   |
| FAC                                                                  |      |      |      |      |      |      |      |      | 7    |      |
| PSOE                                                                 | 11   | 13   | 12   | 10   | 6    | 10   | 8    | 9    | 6    | 5    |
| PCE / IU                                                             | 2    | 1    | 1    | 2    | 3    | 2    | 2    |      | 3    | 3    |
| ASCIZ                                                                |      |      |      |      |      |      |      | 1    |      |      |
| UCD/CDS                                                              | 12   |      | 4    | 2    |      |      |      |      |      |      |
| Somos Oviedo                                                         |      |      |      |      |      |      |      |      |      | 6    |
| C’s                                                                  |      |      |      |      |      |      |      |      |      | 2    |
| Gesamt                                                               | 27   | 27   | 27   | 27   | 27   | 27   | 27   | 27   | 27   | 27   |

### Städtepartnerschaften
Oviedo unterhält mit folgenden Städten Städtepartnerschaften:
- Valparaíso (Chile), seit 1973
- Bochum (Deutschland), seit 1980[9][10]
- Buenos Aires (Argentinien), seit 1983
- Veracruz (Mexiko), seit 1983
- Clermont-Ferrand (Frankreich), seit 1988
- Tampa, Florida (USA), seit 1991
- Santiago de Compostela (Spanien), seit 1993
- Santa Clara (Kuba), seit 1995
- Jersey City, New Jersey (USA), seit 1998
- Cholon (Israel), seit 1999
- Zamora (Spanien), seit 2001
- Torrevieja (Spanien), seit 2004
- Valencia de Don Juan (Spanien), seit 2006
- Hangzhou (Volksrepublik China), seit 2006
- Viseu (Portugal), seit 2007
- Móstoles (Spanien), seit 2010
- Maranello (Italien), seit 2010

## Kultur

### Kulinarische Spezialitäten
- Sidra – Apfelwein
- Käse aus Cabrales (Cabrales), Vidiago oder Gamonedo
- Carne gobernada – geschmortes Fleisch
- Pixin – Seeteufel
- Frixuelos – eine Art Crêpe
- Fabada – asturianisches Bohnengericht
- Arroz con Leche – Milchreis
- Tarta de Almendras – Mandeltorte

### Veranstaltungen

#### San Mateo Fest
Höhepunkt des kulturellen Lebens ist alljährlich im September das „San Mateo Fest“, ein Spektakel aus Opern, Rock, Pop, Sport- und Stierkampf sowie einer großen Parade durch die Altstadt.

#### Prinzessin-von-Asturien-Preis
Einmal im Jahr erlangt die Stadt internationale Beachtung durch die Verleihung der Prinzessin-von-Asturien-Preise (Premios del Príncipe de Asturias) durch die spanische Kronprinzessin.

### Bauwerke

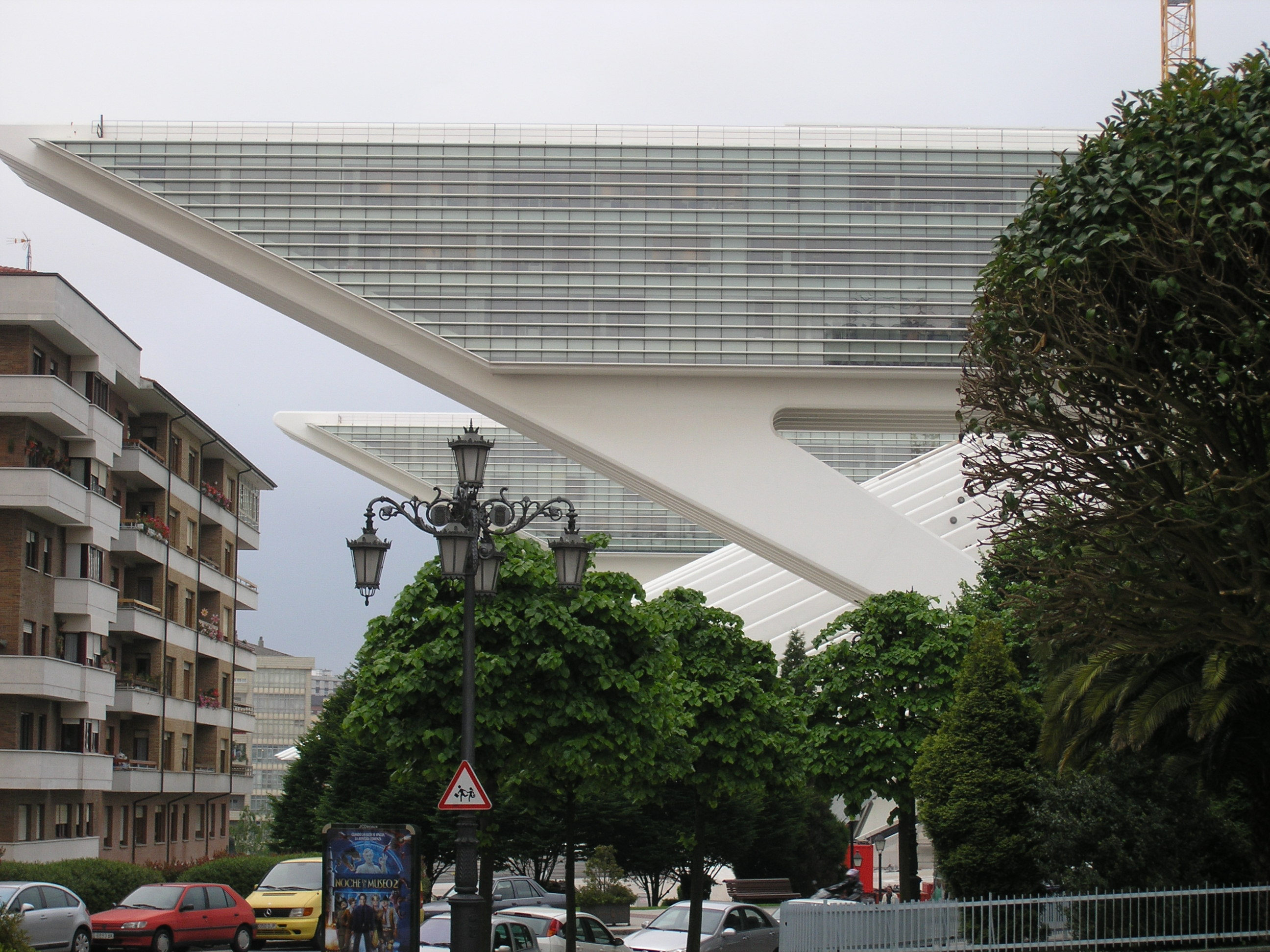
Kongresspalast (Palacio de los Congresos) von Santiago Calatrava

#### Altstadt
Der gesamte Altstadtkern Oviedos ist Fußgängerzone, die wichtige Sehenswürdigkeiten wie die Universität, die Kathedrale San Salvador, den Palast des Markgrafen von San Félix und den Camposagrado-Palast, aber auch zahlreiche Statuen (u. a. von Woody Allen und Mafalda) an historischen Standorten oder die unzähligen „sidrerías“ (Apfelweinschenken) einschließt.
Das Gebäude der Universität ist das letzte des Altstadtkerns, bevor man in die neueren Stadtteile gelangt. Die Fassade im Platereskenstil aus dem 16. Jahrhundert führt zu einem Kreuzgang, der das ganze Jahr über Schauplatz zahlreicher kultureller Aktivitäten ist. Sehenswert sind überdies die nahe gelegenen Fassaden der Paläste Toreno und Camposagrado.
- Kathedrale – spätgotischer Bau aus dem 15./16. Jahrhundert mit einem Turm, Säulengang am Eingang und großem Rosettenfenster, „UNESCO-Weltkulturerbe“
- Cámara Santa (Heilige Kammer) in der Kathedrale (eigentlich Kapelle San Miguel) – beherbergt eine der wichtigsten spanischen Reliquiensammlungen. Gezeigt werden die Heilige Truhe, das Engelskreuz sowie das Siegeskreuz. Diese Reliquien waren früher für viele Pilger Grund für einen langen Umweg auf ihrer Pilgerschaft nach Santiago de Compostela. Als Symbole fanden sie teilweise Eingang in das Wappen von Oviedo und das des Fürstentums Asturien.
- Balesquida-Kapelle gegenüber der Kathedrale
- Kirche San Tirso
- Museum für Schöne Künste im einstigen Velarde-Palast
- Museum für Archäologie im Kloster San Vicente mit Beispielen für die gesamte asturische Kunstgeschichte ab der Bronzezeit

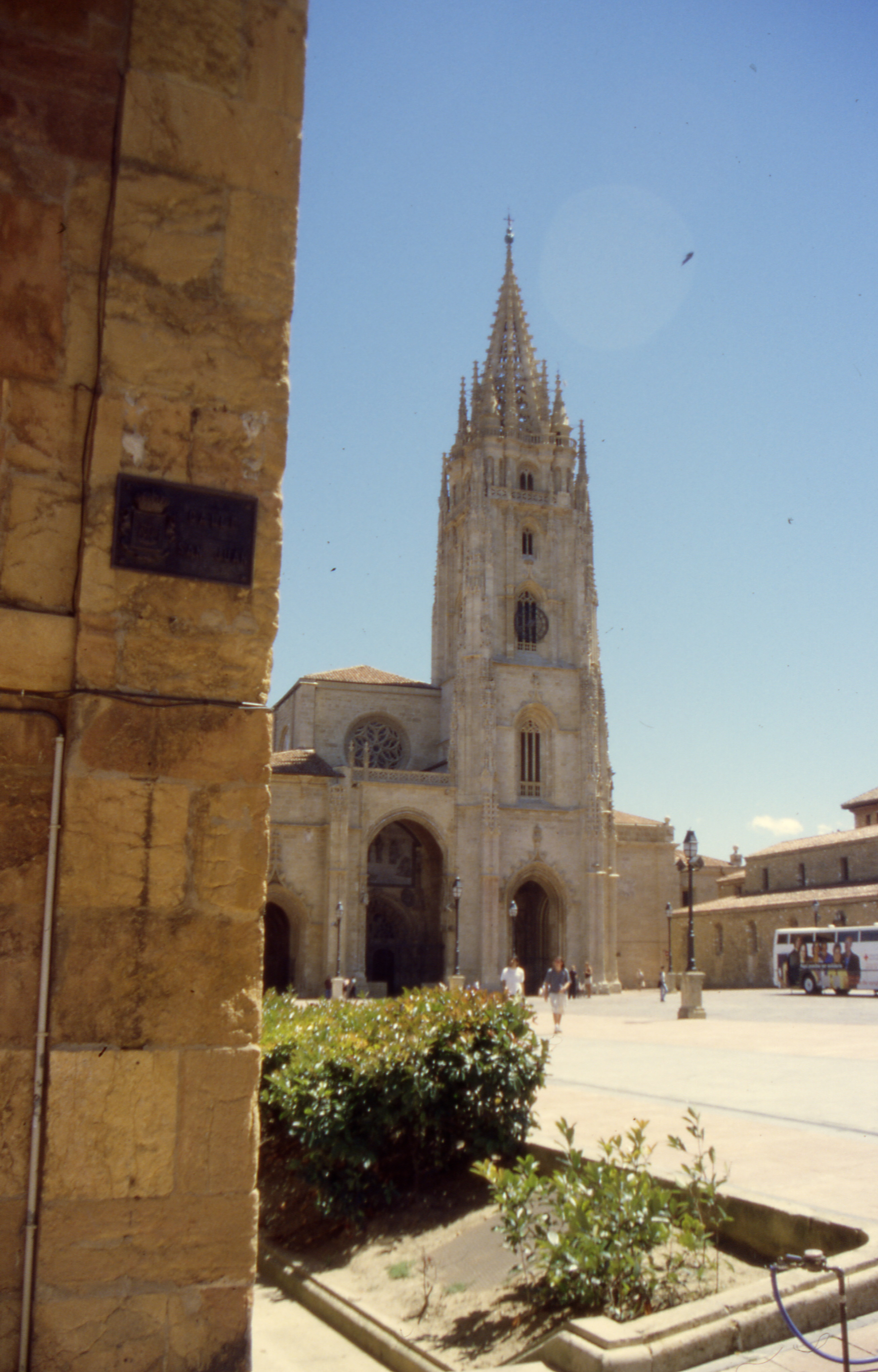
Kathedrale San Salvador
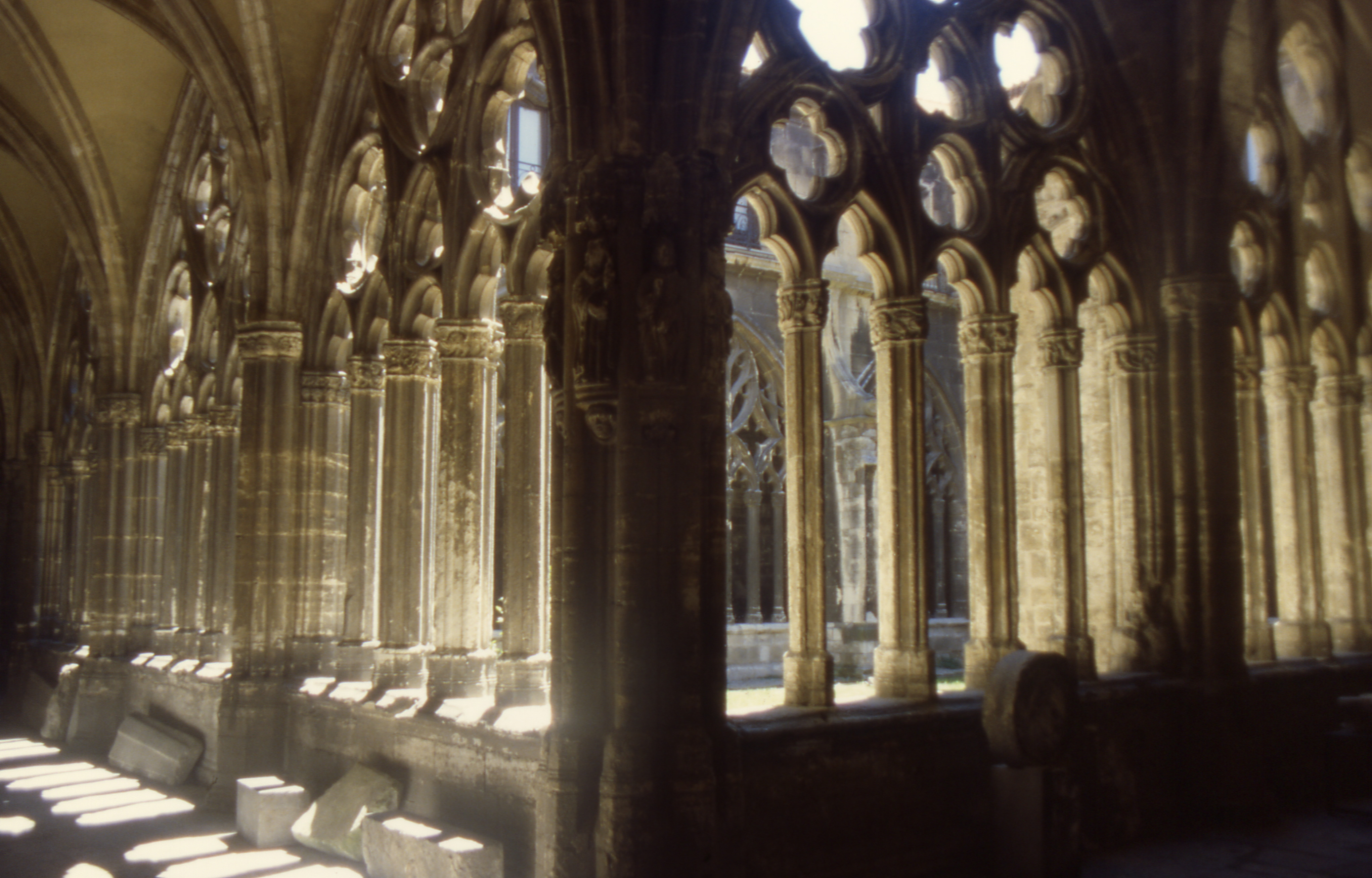
Kreuzgang
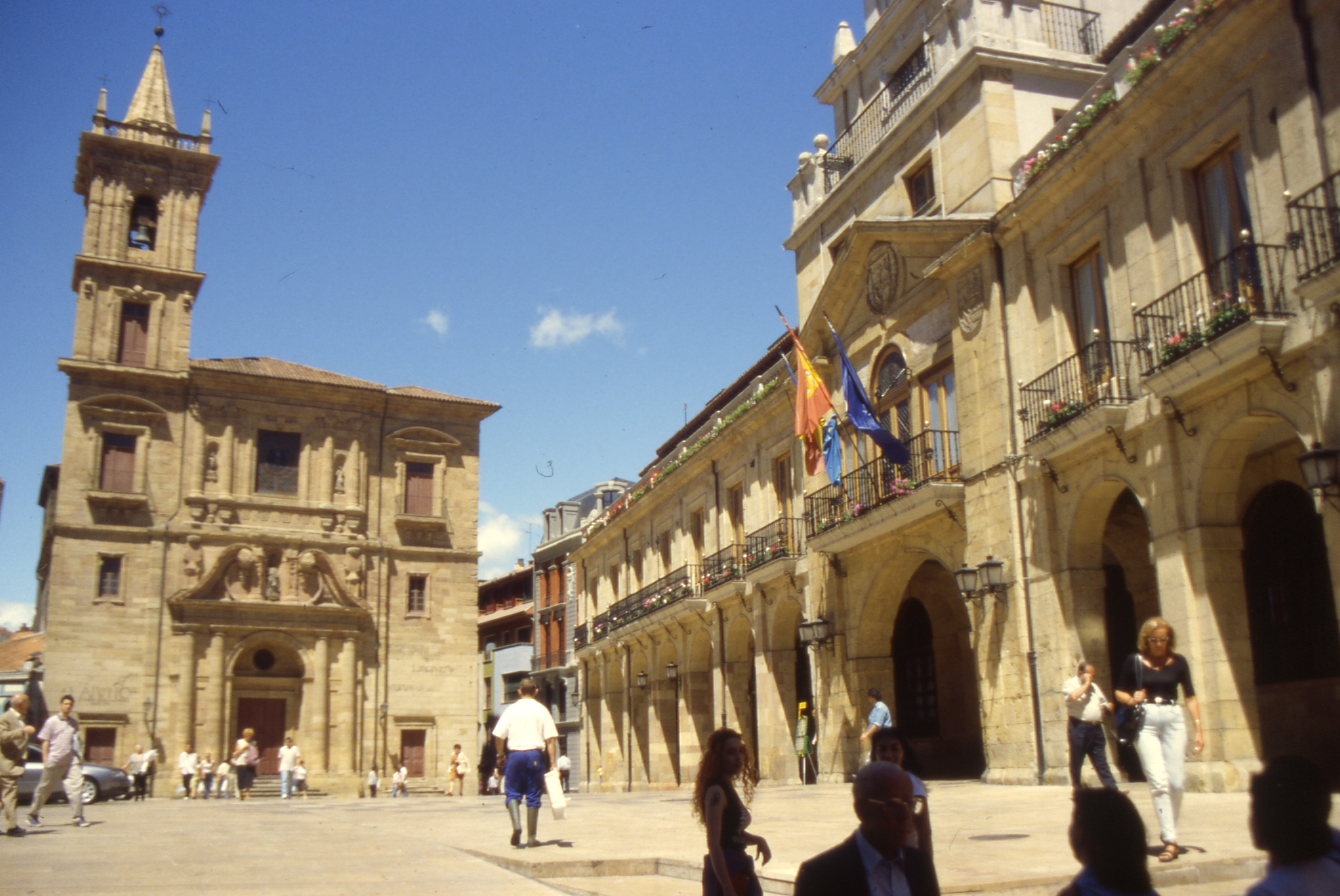
Kirche San Isidoro el Real
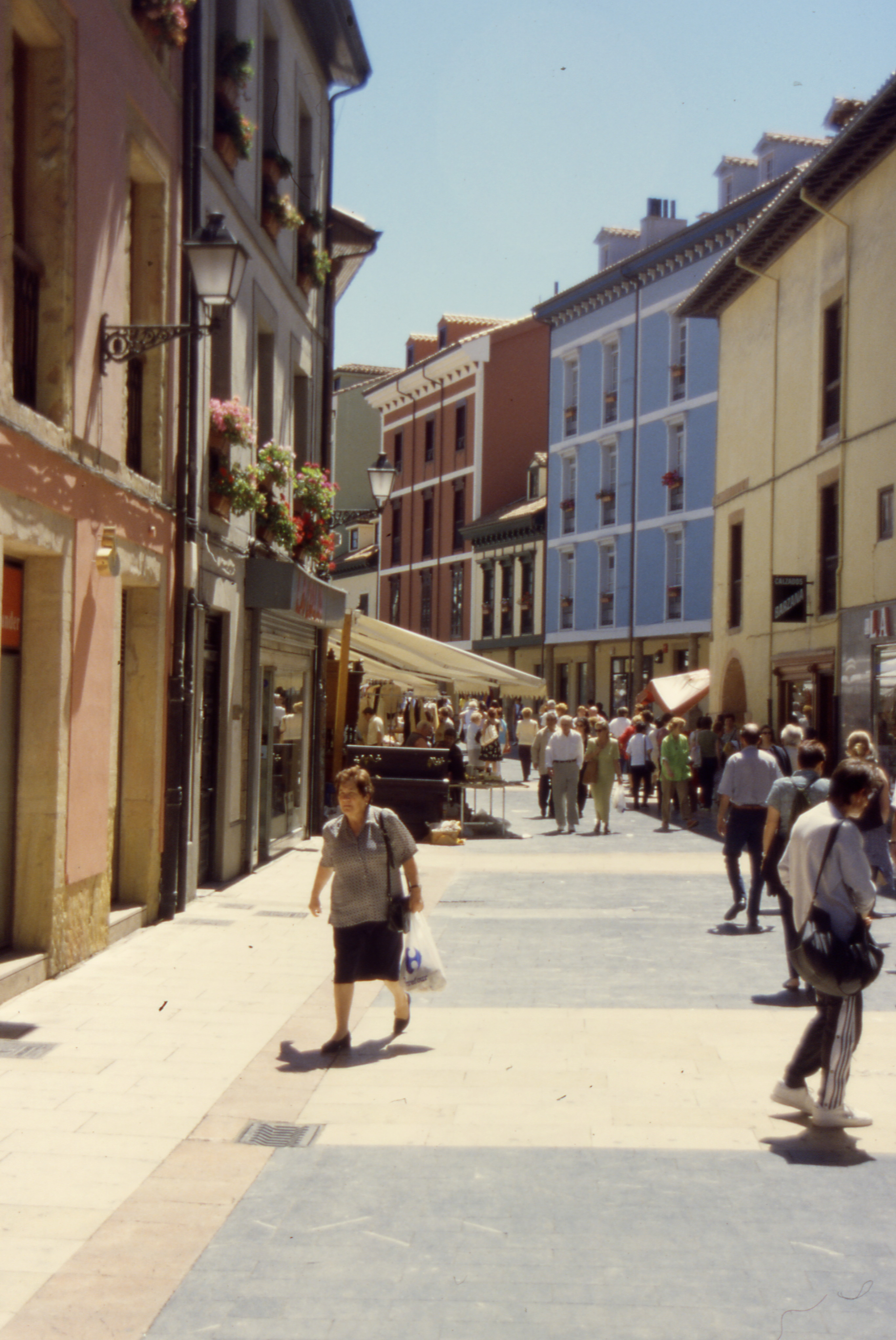
Straßenbild
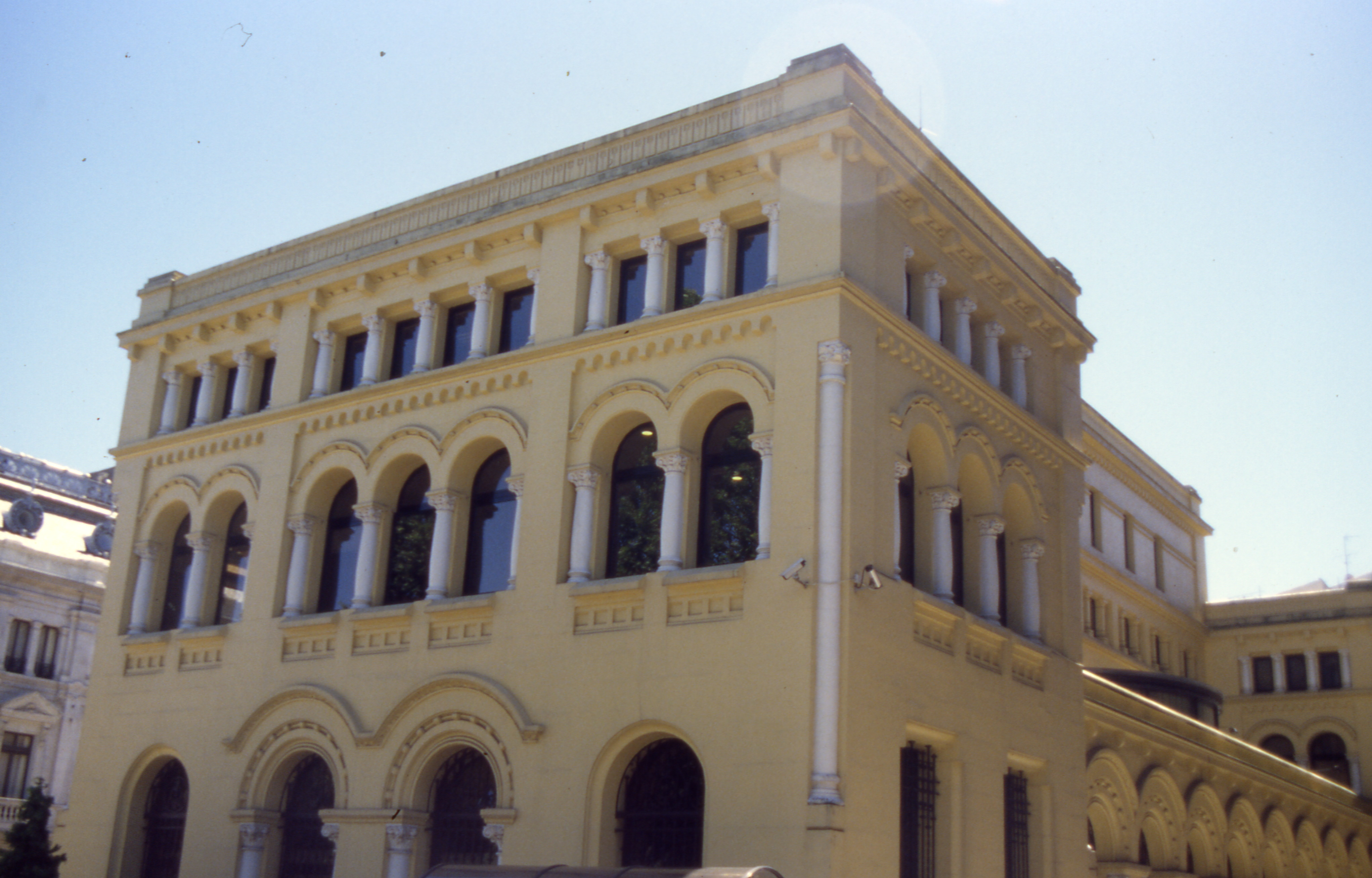
Regierungssitz von Asturien
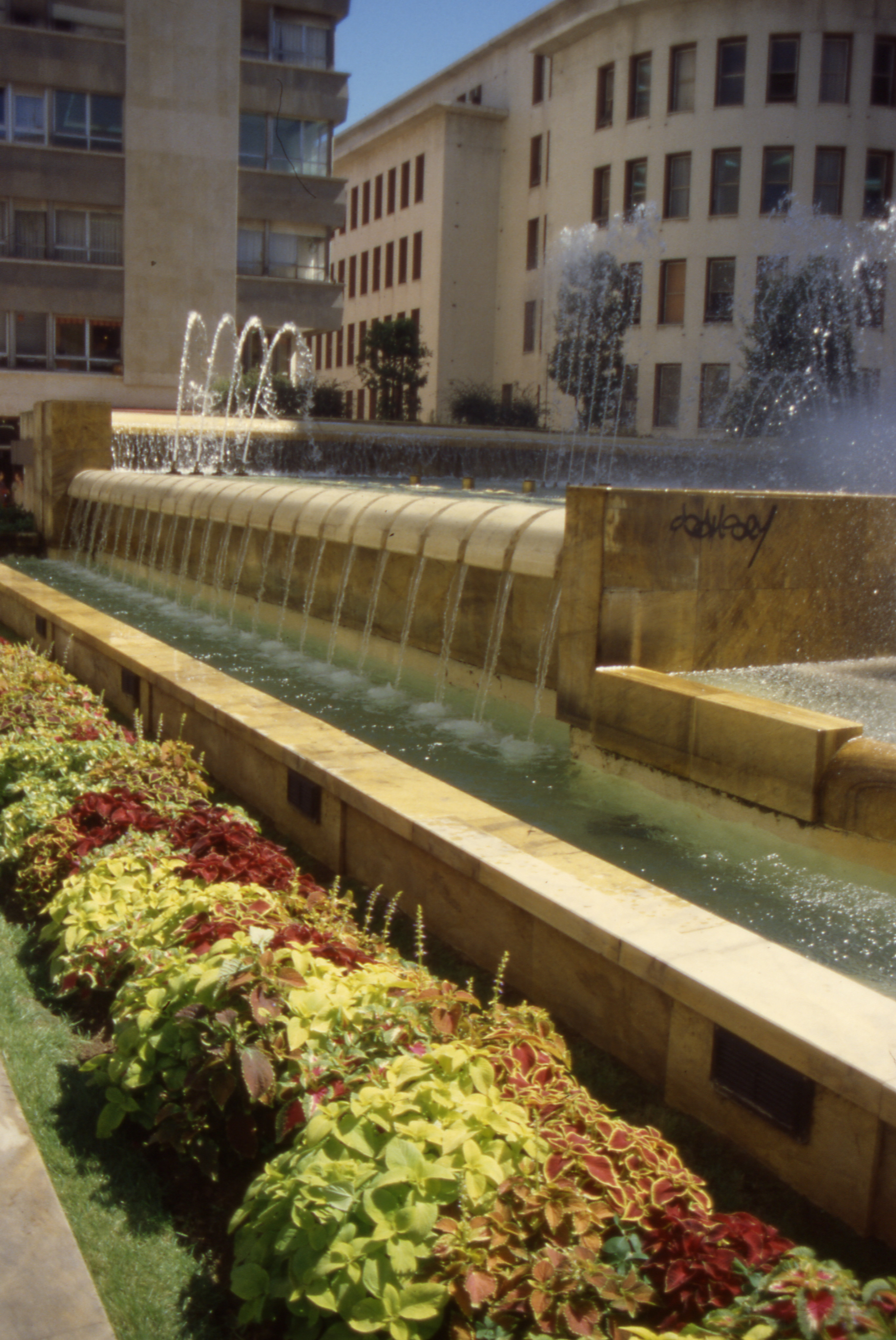
Das moderne Oviedo
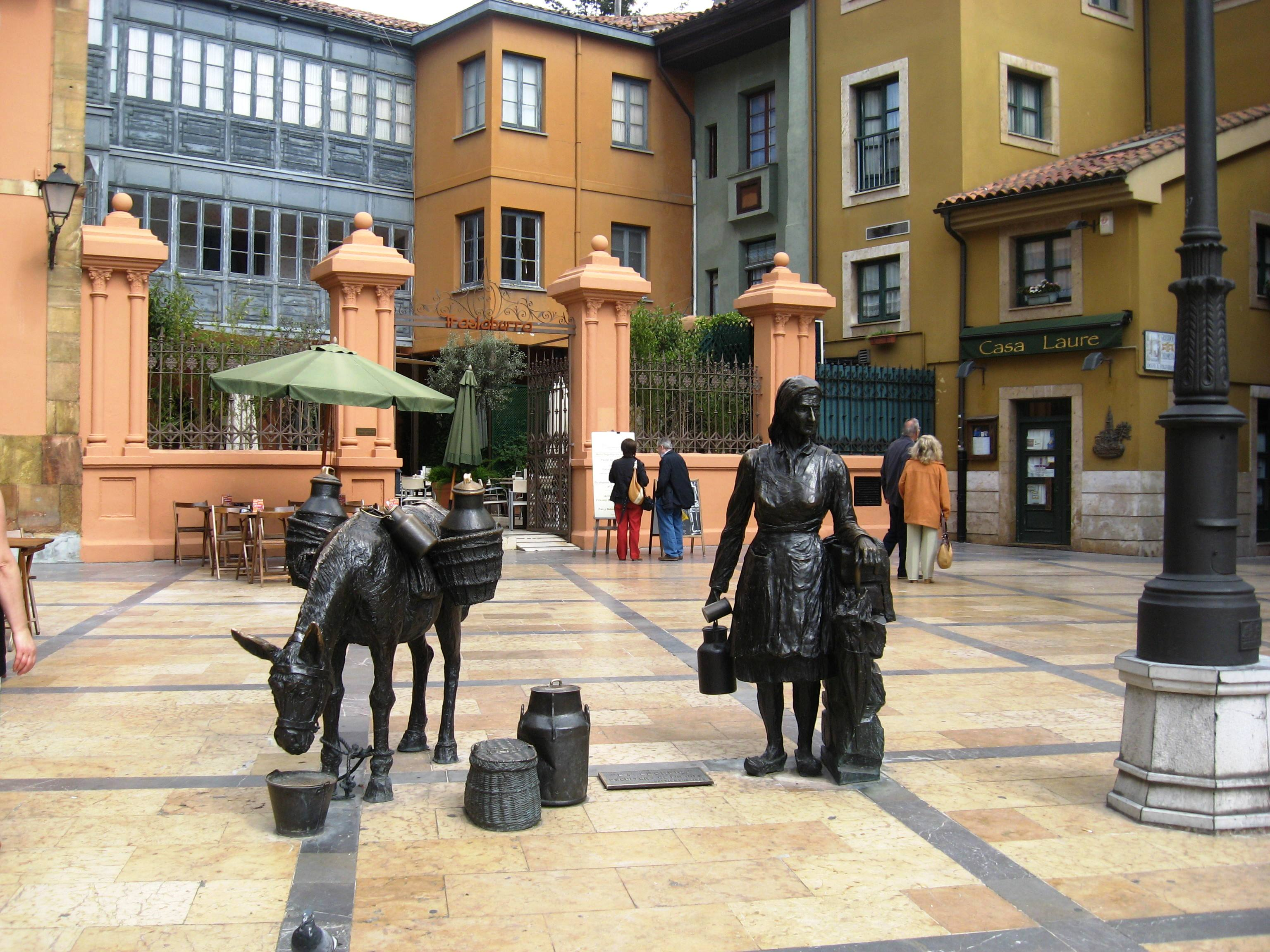
Plaza de Trascorrales

#### Präromanische Architektur

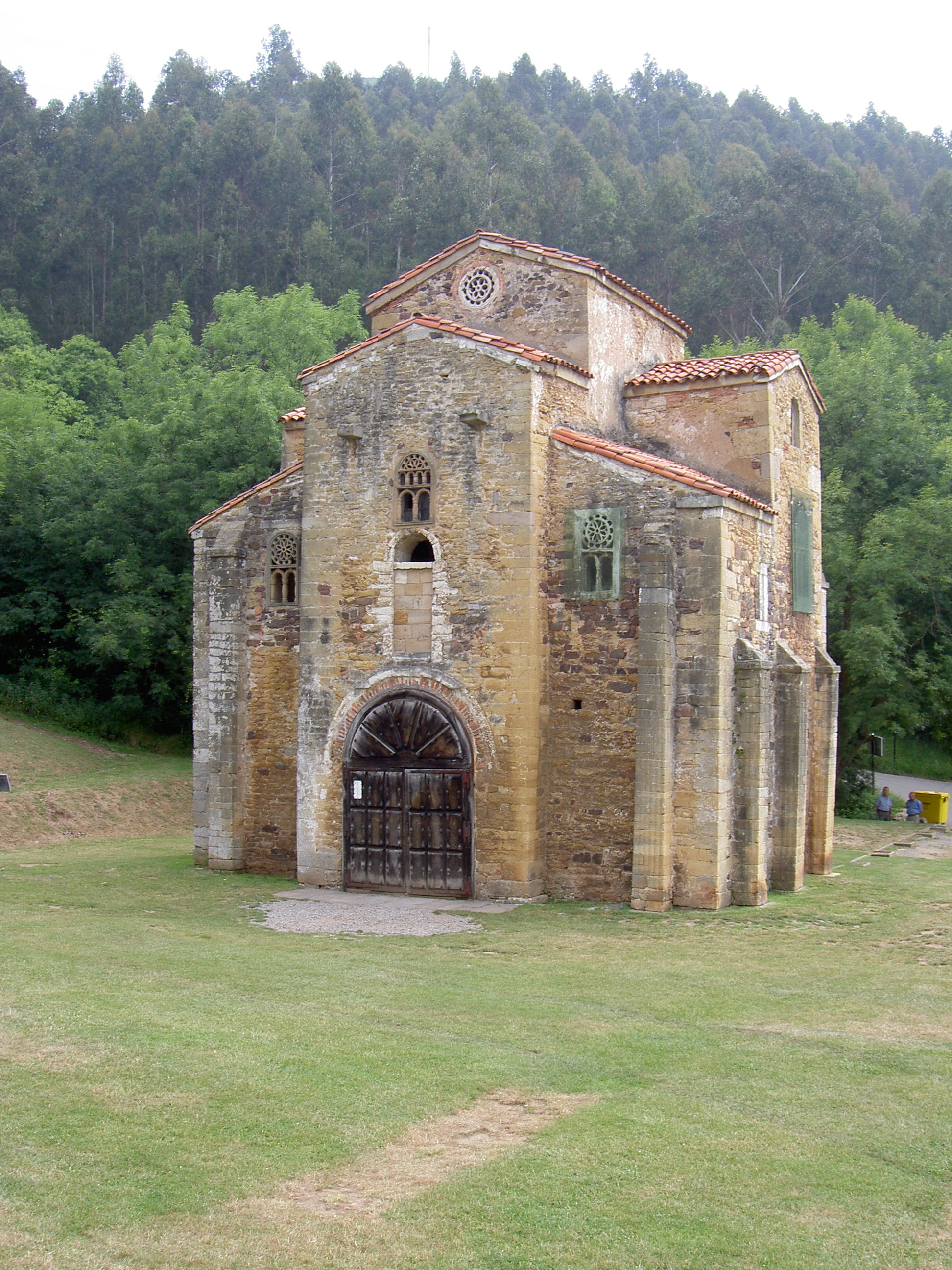
Die präromanische Kirche San Miguel de Lillo, wenige Kilometer von Oviedo entfernt (9. Jahrhundert)

Der innovative präromanische Stil Asturiens aus dem 9. Jahrhundert ist ein Exklusiverbe dieser Region mit Fokus auf Oviedo. Einige der bedeutendsten Bauten, wie die Kirchen
- San Julián de los Prados (wohl unter Alfons II. um 800–830 erbaut),
- Santa María del Naranco (unter Ramiro I. als aula regia einer Palastanlage um 850 erbaut),
- San Miguel de Lillo (Überrest einer Palastkapelle von Ramiro I.),

wurden zusammen mit Santa Cristina de Lena, der Cámara Santa (Heilige Kammer) und La Foncalada (einem mittelalterlichen Brunnen) von der UNESCO zum Weltkulturerbe erhoben.

#### Bauten des 19. Jahrhunderts
Die Gewinne aus Bergbau und industrieller Entwicklung in Asturien ermöglichten im 19. Jahrhundert eine bauliche Entwicklung, die man rund um die Plaza de la Escandalera und den Park Campo de San Francisco besichtigen kann. Hiervon erwähnenswert sind
- der Palacio Regional, Sitz der Generalversammlung des Fürstentums,
- das Gebäude der asturianischen Sparkasse Caja de Asturias
- sowie das Bankgebäude der einstigen Banco Herrero,

die sich an den damaligen französischen Stil anlehnen. Ganz in der Nähe befinden sich überdies das Teatro Campoamor, wo alljährlich die Auszeichnungen Príncipe de Asturias verliehen werden, sowie das Zentrum für moderne Kunst.
Eine kleine Seitenstraße, die Calle Gil de Jaz, führt zum einstigen Provinzialhospiz (18. Jahrhundert), das heute das luxuriöse Hotel Reconquista beherbergt.

### Plätze, Parks und Denkmale
Oviedo verfügt über mehrere sehenswerte Plätze (Auswahl):
- Plaza de la Catedral
- Plaza de Alfonso II el Casto mit den Palästen Valdecarzana und Rúa
- Plaza de Trascorrales in Cimadevilla, dem ältesten Viertel der Altstadt, mit der einstigen Warenbörse
- Plaza de la Constitución mit dem Rathaus und der Kirche San Isidoro, beide aus dem 18. Jahrhundert
- Plaza de Fontán mit Säulengängen, der einstige Eisen- und Glasmarkt trägt
- Plaza de Daoíz y Velarde mit farbenfrohen Häuser dieses Platzes und Bogengängen versehen.

Oviedo verfügt über einige Grünanlagen und Parks. Der größte ist der Parque de Invierno.
Des Weiteren befindet sich in Oviedo eine Statue von Woody Allen, der die Stadt in seinen Film „Vicky Cristina Barcelona“ mit einbaute.

## Wirtschaft und Infrastruktur

### Wirtschaft
Vom Ende des 18. Jahrhunderts an begann in Oviedo mit einer Waffenfabrik eine intensive industrielle Entwicklung.
Oviedo liegt inmitten eines der größten spanischen Bergbaugebiete Cuenca Central Asturiana, das 1880–1916 über die 7 km lange Bergwerksbahn Oviedo–Villapérez erschlossen wurde; weitere wichtige Standbeine waren Stahl- und Chemieindustrie. Sie ist über die Asturien-Bahn einerseits mit der Hafenstadt Gijón und andererseits mit León verbunden.
Inzwischen hat jedoch ein Strukturwandel in Richtung Verwaltung und Banken begonnen.
| Gesamt | 99.130 | 100   |
| Ackerbau, Viehzucht und Fischerei                                                                              | 00.478 | 00,48 |
| Industrie | 06.571 | 06,63 |
| Bauwirtschaft                                                                                                  | 08.760 | 08,84 |
| Dienstleistungsbetriebe                                                                                        | 83.321 | 84,05 |
| * Daten aus dem Statistischen Amt für Wirtschaftliche Entwicklung in Asturien, Stand 2009 (PDF; 109 kB), SADEI |        |       |

### Bildung und Wissenschaft
30.000 Studenten besuchen heute die 1608 gegründete Universität Oviedo; durch sie ist die Stadt auch das wissenschaftliche und kulturelle Zentrum Asturiens.
In Oviedo befindet sich das „Institut für Asturische Studien“.
Am 4. April 1997 wurde in Oviedo die Biomedizinkonvention des Europarats unterzeichnet, die auch „Oviedo-Konvention“ genannt wird.

### Verkehr

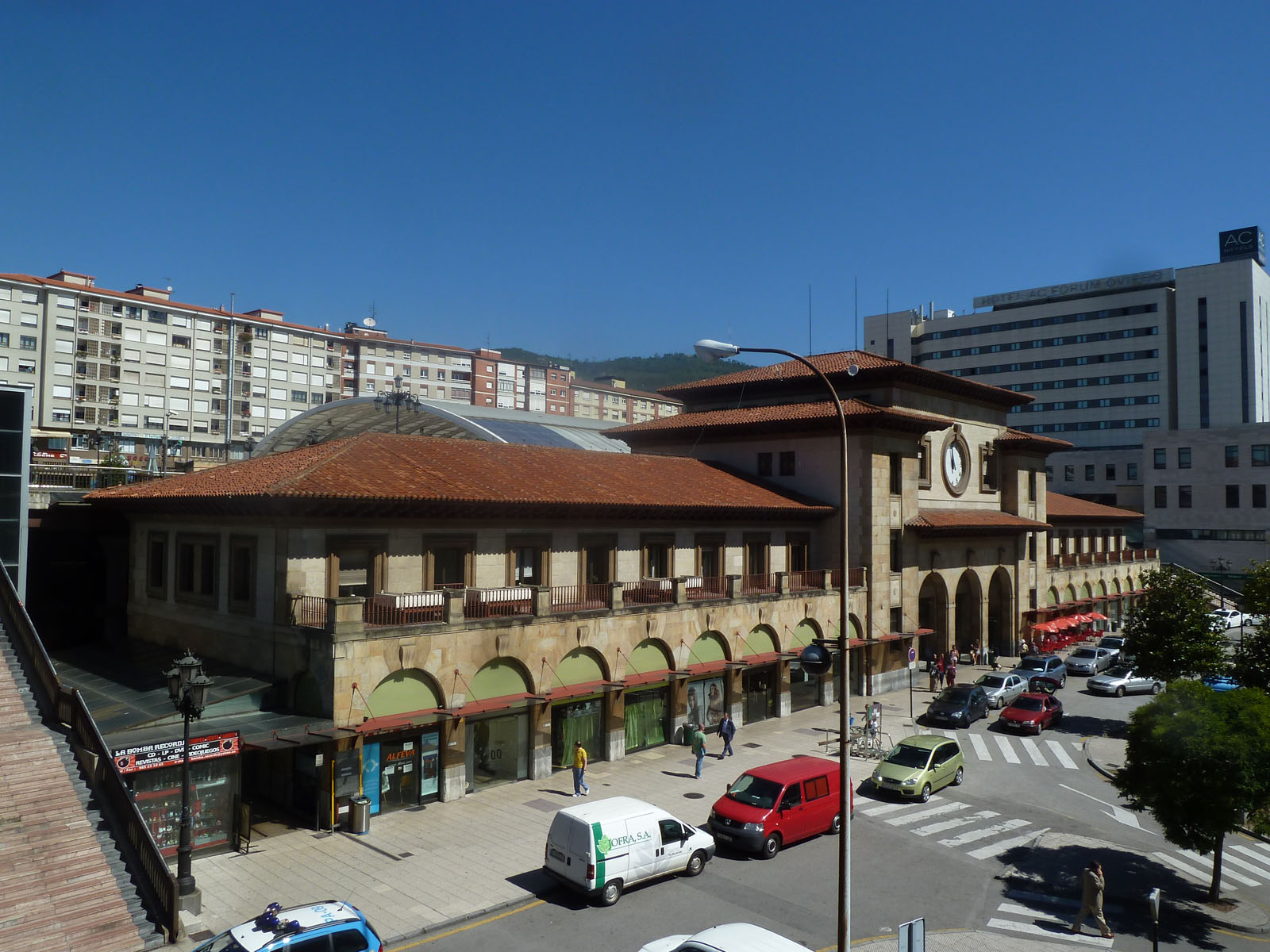
Nordbahnhof Oviedo, 2012

Die Stadt Oviedo ist per Flugzeug über den Flughafen Oviedo erreichbar.
Oviedo verfügt über einen Bahnhof der breitspurigen Bahnstrecke León–Gijón der RENFE und der schmalspurigen Strecke der FEVE von Santander nach Ferrol.

## Sport
Die Männer des Club Balonmano Ciudad Naranco spielten Handball in der höchsten spanischen Liga, die Frauen von Club Deportivo Básico Oviedo Balonmano Femenino ebenfalls. Der heute zweitklassige Fußballverein Real Oviedo spielte 38 Jahre lang im spanischen Oberhaus.

## Söhne und Töchter der Stadt
- Alfons II (zwischen 761 und 768 – 842), König von Asturien
- Juan López de Zárate (1490–1555), erster Bischof von Antequera
- José Tomás Boves (1782–1814), venezolanischer Caudillo
- Carmen Polo y Martínez-Valdés (1900–1988), Ehefrau von Francisco Franco
- Rafael Rodríguez Urrusti (1922–2000), Künstler
- Carmen Franco y Polo (1926–2017), Tochter von Francisco Franco und Carmen Polo y Martínez-Valdés
- Quini (1949–2018), Fußballspieler
- Emilio Campos (1954–2022), venezolanischer Fußballspieler
- Ángel Rubio (* 1965), theoretischer Physiker, Direktor an einem Max-Planck-Institut
- María Antonia Is Piñera (* 1966), Fußballspielerin
- Letizia Ortiz Rocasolano (* 1972), Königin von Spanien
- Ricardo Rodríguez (* 1974), Fußballtrainer
- Beatriz Roldán Cuenya (* 1976), Physikerin
- César Martín (* 1977), Fußballspieler
- Samuel Sánchez (* 1978), Radrennfahrer
- Jonás Fernández (* 1979), Politiker
- Melendi (* 1979), asturianischer Sänger
- Fernando Alonso (* 1981), Formel-1-Weltmeister der Jahre 2005 und 2006
- Luis García Fernández (* 1981), Fußballspieler
- Javier Paredes (* 1982), Fußballspieler
- Montserrat Tomé (* 1982), Fußballspielerin und -trainerin
- Adrián Colunga (* 1984), Fußballspieler
- Ernesto Amantegui Phumipha (* 1990), Fußballspieler
- Jorge Meré (* 1997), Fußballspieler
- Manu García (* 1998), Fußballspieler
- Nicolas Oliveira (* 2004), Fußballspieler